# Between the Lines (film, 1977)
Pour les articles homonymes, voir Between the Lines.
Between the Lines est un film américain de Joan Micklin Silver sorti en 1977.

## Fiche technique
- Réalisation : Joan Micklin Silver
- Scénario : Fred Barron
- Musique : Michael Kamen, Steve Van Zandt
- Producteur : Raphael D. Silver
- Durée : 101 minutes
- Dates de sortie :
  - États-Unis : 23 mars 1977 (USA Film Festival)
  - France : 10 octobre 2020 (Lyon, au Festival Lumière)[1]

## Distribution
- John Heard : Harry Lucas
- Lindsay Crouse : Abbie
- Jeff Goldblum : Max Arloft
- Jill Eikenberry : Lynn
- Bruno Kirby : David Entwhistle
- Gwen Welles : Laura
- Stephen Collins : Michael
- Lewis J. Stadlen (en) : Stanley
- Jon Korkes : Frank
- Michael J. Pollard : The Hawker
- Lane Smith : Roy Walsh
- Joe Morton : Ahmed
- Richard Cox : Wheeler
- Marilu Henner : Danielle
- Raymond J. Barry : Herbert Fisk